# Щеболово
Щеболово — деревня в городском округе Серпухов Московской области. 

## География
Щеболово расположено в северной части Среднерусской возвышенности на правом высоком берегу Оки, к югу от  Москвы в 93 км от МКАД и в 83 км к северу от Тулы. Близлежащие населённые пункты: Высокие Дворики (на юге), Волково (на западе), Лукьяново (на севере), посёлок Кирпичного завода (на востоке).  

## Этимология
Название деревни происходит, по-видимому, от имени собственного: имени основателя либо жителя Щеболова, видоизменённого со временем. В дозорной книге дворцовых сёл, деревень и земель Каширского уезда писца Василия Яковлева Измайлова и подьячего Меньшова Заморцева за 1588-1589 записано: "за крестьянином за Левою Щабуловым 39 десятин с полудесятиною в поле, а в дву по тому ж, лугу у Оки реки 11 десятин...".

## История
Период основания — не позднее 16 века.

## Население
| 2002 | 2006 | 2010 |
| ---- | ---- | ---- |
| 173  | ↘171 | ↗186 |